# Patagonia
Patagonia, Inc., Патагонія, початково Chouinard Equipment — американська компанія з виробництва одягу. Підприємство було засновано Івон Шуїнаром у 1973 році з головним офісом у місті Вентура, штат Каліфорнія. Після банкрутства в 1989 році компанія розкололася на Black Diamond Equipment (з продажу альпіністського спорядження) й Патагонія, що продає товари легкої промисловості. Її логотип-контур гора Фітц-Рой у Патагонії на кордоні двох країн регіону: Чилі та Аргентини.

## Історія

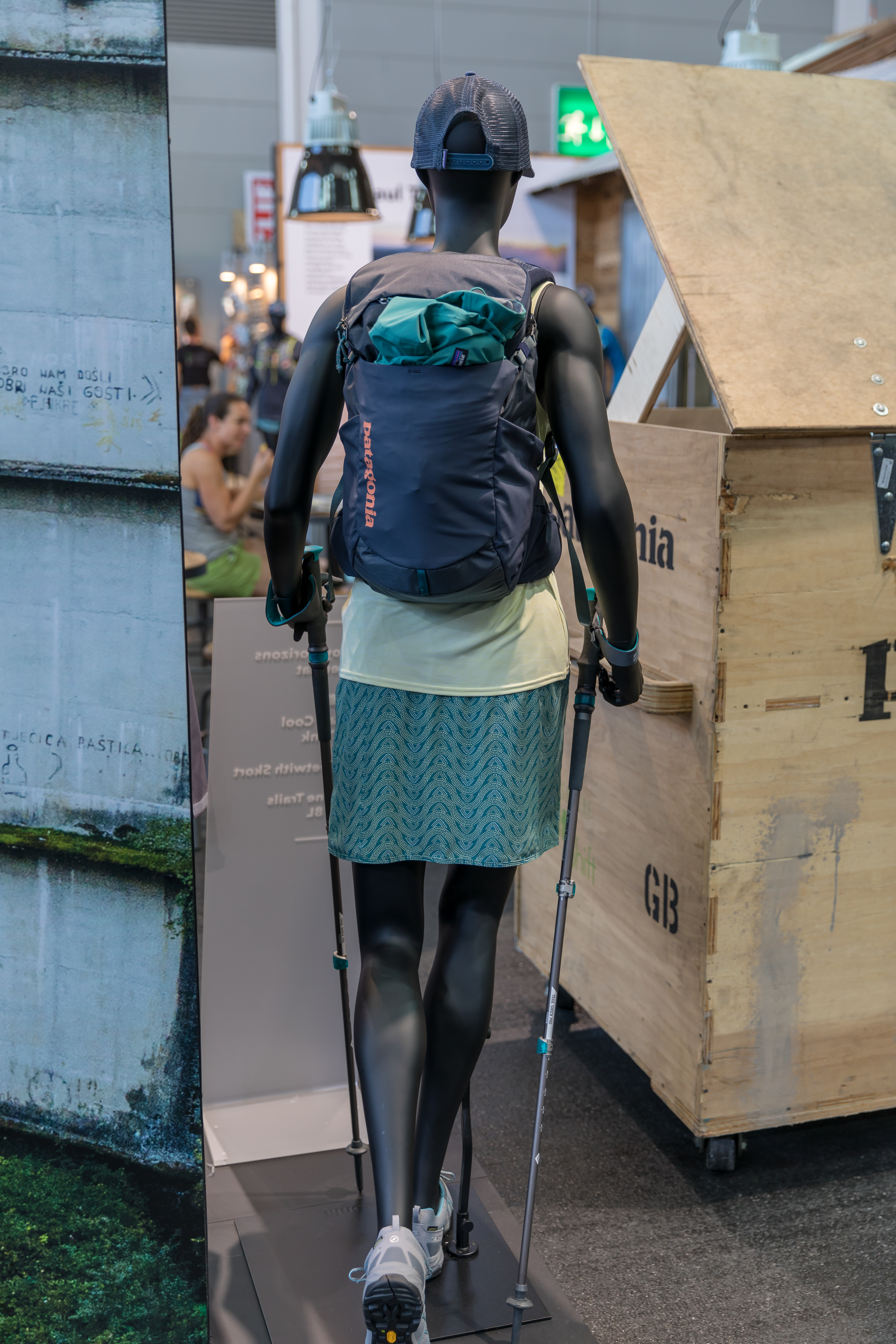
Манекен у Patagonia clothing and gear

Івон Шуїнар, досвідчений скелелаз, почав продавати ручне коване альпіністське спорядження в 1957 році через свою компанію Chouinard Equipment. Він працював самостійно до 1965 року, коли став співпрацювати з Томом Фростом.
У 1970 році Шуйнар привіз із Шотландії регбі-сорочки, які він носив під час сходження, оскільки комір не давав альпіністській обв'язці травмувати шию.
Great Pacific Iron Works, перший магазин Патагонії, відкрився в 1973 році в колишньому м'ясо-пакувальному підприємстві Хобсон на вулиці Санта-Клара у Вентурі, біля кузні Шуїнар. У 1981 році Patagonia й Chouinard Equipment об'єднано у Great Pacific Iron Works. У 1984 році Шуїнар змінив назву Great Pacific Iron Works на Lost Arrow Corporation.
1989 року Chouinard Equipment оголосило про банкрутство через низку позовів про "недонесення" про питання безпеки, пов'язані з використанням альпіністського обладнання. Через підвищення вимог страхування Chouinard Equipment припинив випускати альпіністське спорядження. Залишок альпіністського бізнесу був придбаний за 900 тисяч доларів парнером Шуїнара Пітером Меткафом, що реорганізував його у Black Diamond Equipment. Івон Шуїнар продовжив легкопромисловий бізнес і перейменував його у Patagonia.

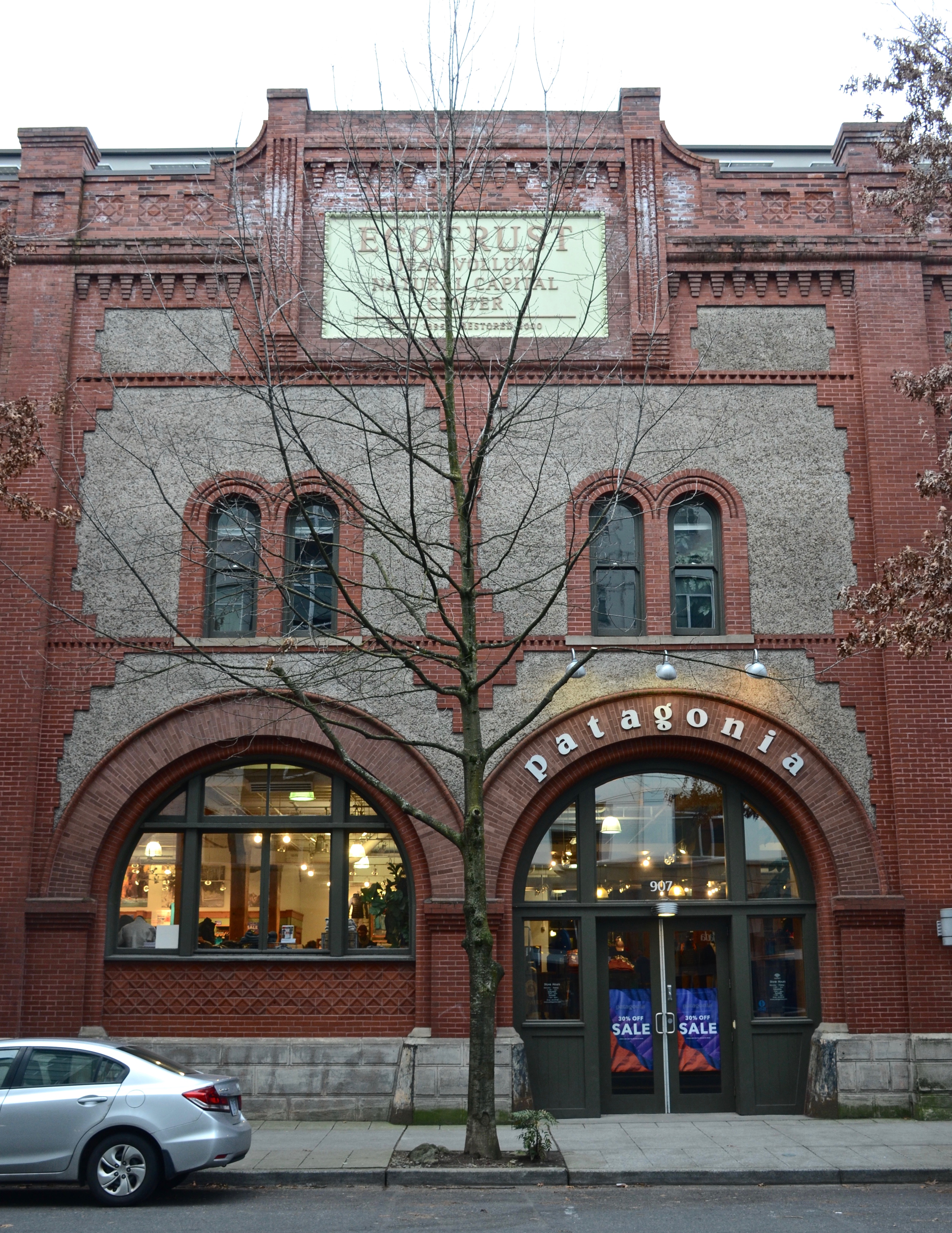
Магазин Patagonia в Портланді, штат Орегон, був розташований у відреставрованій будівлі складу 1895 року до переїзду на нове місце 2017 року.

Патагонія розширила свою товарну лінію на одяг для інших видів спорту, такі як серфінг. Крім одягу, воно пропонує інші продукти, такі як рюкзаки й спальні мішки. 
Починаючи з квітня 2017 року, деякі товари Патагонії, що перебувають у доброму стані, можуть бути повернуті на кредит для придбання нових товарів. Повернуті речі чистять і ремонтують та продають через "Worn Wear" вебсайт.

## Активізм
Патагонія вважає себе компанію "активіст".

### Навколишнє середовище
Патагонія жертвує 1% від загального обсягу продажів екологічним групам, через організацію One Percent for the Planet
У 2022 році мільярдер та засновник Patagonia Івон Шуїнар віддав 100% своєї компанії благодійному фонду.

## Зовнішні посилання
- Офіційний сайт